# М-1 (электронно-вычислительная машина)
М-1 — одна из первых советских электронно-вычислительных машин.
Разработана в 1950—1951 гг. под руководством Исаака Семёновича Брука (член-корреспондента АН СССР с 1939 года). М-1 была первой в мире ЭВМ, в которой некоторые логические схемы были выполнены на полупроводниках.

## История разработки

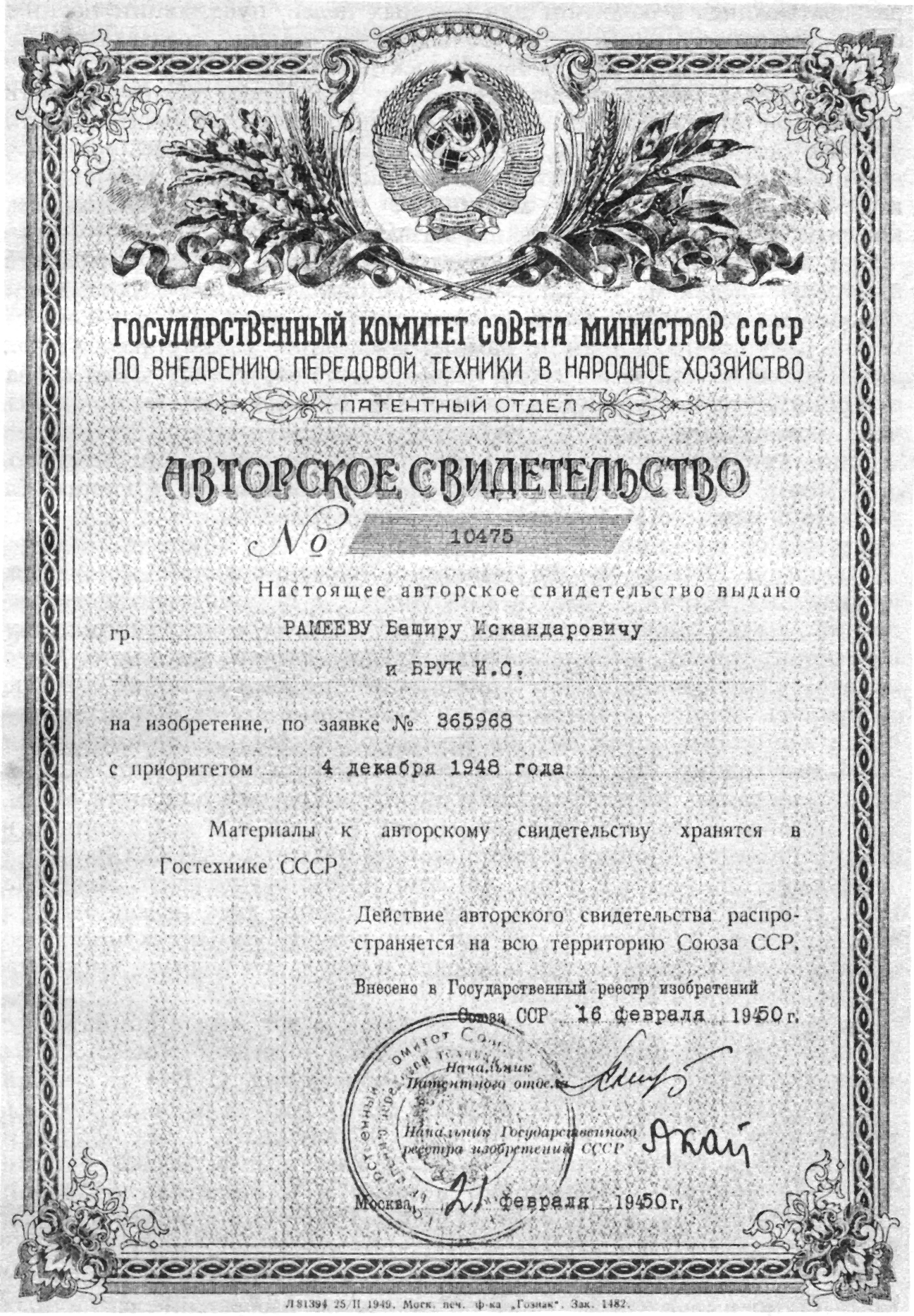
Авторское свидетельство

Разработке цифровых машин предшествовали работы И. Брука над аналоговыми устройствами — механическими интеграторами-анализаторами. В 1947 году уже было известно о создании в США ЭВМ ЭНИАК, и идея создания цифровых ЭВМ «витала в воздухе». В мае 1948 году к работе Брука присоединился Башир Рамеев, попавший к нему по рекомендации академика А. И. Берга. Спустя три месяца Бруком и Рамеевым был создан документ — проект автоматической цифровой вычислительной машины.
Патентным бюро госкомитета Совета министров СССР по внедрению передовой техники в народное хозяйство зарегистрировано изобретение Б. И. Рамеевым и И. С. Бруком цифровой электронной вычислительной машины (свидетельство номер 10475 с приоритетом 4 декабря 1948 года).
В начале 1949 года работа Рамеева была прервана его призывом в армию. Вернуть его в Москву удалось лишь спустя несколько месяцев. По возвращении Рамеев принял должность заведующего лабораторией СКБ-245 Министерства машиностроения и приборостроения СССР, созданной с целью разработки цифровых вычислительных машин. В дальнейшем, в СКБ-245 была спроектирована и разработана ЭВМ «Стрела».
22 апреля 1950 года вышло постановление Президиума АН СССР о начале разработки машины М-1, что позволило сформировать команду разработчиков. В неё вошли Николай Яковлевич Матюхин (выполнял функции главного инженера), Михаил Александрович Карцев, Тамара Миновна Александриди, Александр Борисович Залкинд, Игорь Александрович Коколевский, Лев Михайлович Журкин, Юрий Васильевич Рогачёв, Рене Павлович Шидловский, Владалекс Владимирович Белынский.
Как член Артиллерийской академии, Исаак Брук имел доступ к военным складам, где он мог получать немецкие трофейные детали. При создании М-1 лаборатория Брука использовала магнитные головки от бытового магнитофона, электронно-лучевые трубки от осциллографа и «купроксы» (медно-закисный выпрямитель) из немецких измерительных приборов. Когда был закончен первый макет машины, то стало понятно, что она не поместится в лабораторию. Тогда Брук решил заменить большую часть радиоламп купроксными выпрямителями, то есть полупроводниками. Но трофейных «купроксов» не хватало. а советская промышленность производила тогда только маленькие выпрямители. Однако Брук договорился о производстве специальной партии выпрямителей КВМП-2-7, которая подходила для его машины. Так М-1 стала первой в мире ЭВМ, в которой некоторые логические схемы были выполнены на полупроводниках.
Полное число ламп (баллонов) в ЭВМ М-1 – 730. По узлам они распределяются следующим образом:
1. Арифметический узел …………………….......................................…………330 ламп
2. Магнитная память …………………..............................................……………120 ламп
3. Электронная память ……………............................................…………………80 ламп
4. Главный программный датчик и устройство ввода-вывода ………………200 ламп

Сборка и наладка машины проходила в лаборатории электросистем Энергетического института (ЭНИН) АН СССР.
Монтаж машины был начат в октябре 1950 года. В первой половине 1951 года работы шли по автономной настройке устройств, их электрической и функциональной стыковке и отладке машины в целом. М-1 в неавтоматическом режиме выполняла все арифметические операции к августу 1951 года. По другим данным первые биты информации М-1 обработала 15 декабря 1950 года, а киевская МЭСМ-1 — 25 декабря 1950 года. Первую половину 1951 года шли работы по автономной отладке устройств.
Летом 1951 года М-1 уже могла выполнять основные арифметические операции. Комплексная отладка машины была завершена к концу года.
В январе 1952 года началась опытная эксплуатация. Первые задачи, решаемые на М-1, ставились С. Л. Соболевым, заместителем И. В. Курчатова по научной работе. В то время М-1 и МЭСМ были единственными работающими в Советском Союзе ЭВМ. М-1 была изготовлена в единственном экземпляре.

## Технические характеристики
- Система счисления: двоичная, 25 разрядов в машинном слове.
- Быстродействие: 15—20 операций в секунду над 25-разрядными словами.
- Память: 256 слов на магнитном барабане («медленная» память), 256 слов на электростатических трубках («быстрая» память).
- Система команд: двухадресная.
- Элементная база: 730 электровакуумных ламп; немецкие купроксные выпрямители, полученные по репарациям.
- Потребляемая мощность: 8 кВт.
- Занимаемая площадь: 4 м².

## Дальнейшее развитие

### М-2
В апреле 1952 года в той же лаборатории были начата работы по проектированию машины M-2, под руководством М. А. Карцева. Уже в конце 1952 года новая машина была смонтирована и проходила отладку. В январе 1953 года М-2 уже работала. На то время в СССР помимо М-2 работали только МЭСМ, БЭСМ-1 и «Стрела».
Целью проекта было создание универсальной ЭВМ для решения широкого круга научно-технических задач. Особое внимание обращено на минимизацию количества электронных ламп с результирующим повышением надежности, уменьшением габаритов и потребляемой мощности.
Производительность машины — около 2000 операций в секунду, элементная база — полупроводниковые диоды и 1676 электровакуумных ламп. ОЗУ состояло из основного электростатического, на 512 слов с временем доступа 25 мкс, и дополнительного того же объёма на магнитном барабане. Имелось внешнее запоминающее устройство на магнитной ленте. ЭВМ занимала 22 м² и потребляла 29 кВт. Особенностью машины являлась возможность работы как с плавающей, так и с фиксированной запятой. Машина работала в двоичной системе счисления и имела трехадресную структуру команд. В серию М-2 запущена так и не была. Единственный экземпляр эксплуатировался около 15 лет.

### М-3
Почти одновременно с М-2, в той же лаборатории, под руководством Н. Я. Матюхина было начато проектирование машины М-3. В 1956 году государственной комиссии был представлен первый образец М-3, предполагалось серийное производство машины.
Документация на М-3 раздавалась для изготовления своими силами. Ереванским институтом математических машин, на основе документации на М-3, были построены ЭВМ «Арагац» и «Раздан». Кроме того, комплекты документации получили: академик В. А. Трапезников для Института проблем управления (ИПУ) АН СССР, группа кибернетических исследований Венгерской АН в Будапеште (ЭВМ смонтирована в 1958 году), в 1957 году документация передана в Китай (ЭВМ была собрана на Пекинском телефонном заводе, при помощи Г. П. Лопато).
С сентября 1959 года М-3 выпускалась серийно на Минском заводе вычислительных машин им. Орджоникидзе. В машине использовалось 774 электровакуумных лампы, потребляемая мощность — 10 кВт, площадь — 3 м². Первая модификация располагала памятью на магнитном барабане и быстродействием в 30 операций в секунду (выпущено 16 машин). Затем, в 1960 году, использовалась память на ферритовых сердечниках ёмкостью 1024 31-разрядных слов, быстродействие увеличилось до 1000 оп/сек (до конца 1960 года выпущено 10 машин). С августа 1960 года завод перешёл на выпуск ЭВМ собственной разработки — «Минск-1».
Наиболее важной особенностью машины является то, что в ней (впервые в отечественной вычислительной технике) был применен асинхронный принцип работы центрального устройства управления.
Серьёзный недостаток машины — отсутствие внешней памяти. В результате все данные, необходимые для вычислений, могут вводиться только в оперативное запоминающее устройство.

### М-4
В январе 1958 года М. А. Карцев начал проработку архитектуры машины, получившей впоследствии название М-4.

## Признание приоритета
В 2018 году Тамаре Александриди и Юрию Рогачёву, которые участвовали в создании М-1, были вручены памятные знаки IEEE, на которых было указано, что Александриди и Рогачёв награждаются как участники создания первой советской электронной вычислительной машины.